# Кине-журнал
«Кине-журнал» — российский журнал, посвященный кинематографу. Выходил в Москве с января 1910 года по 1917 год с начальной периодичностью два выпуска в месяц (24 номера в год) с подзаголовком «Живая фотография» на обложке.
Редактором первых номеров журнала был Н. И. Каган (в выходных данных указан с уточнением «инженер-технолог»). Начиная с № 7 за 1910 год к нему присоединился в качестве соредактора Роберт Перский («инженер-механик»). С № 13 Перский указывается в качестве единоличного редактора журнала, а Н. И. Каган — в качестве издателя.
После начала Мировой войны в августе 1914 года журнал начал выходить раз в месяц сдвоенными номерами. С марта 1917 года выпуск журнала стал нерегулярным, до конца года удалось выпустить только три «сборных» номера. Затем выпуск журнала был прекращен.